# لغات البرمجة غير الاعتيادية

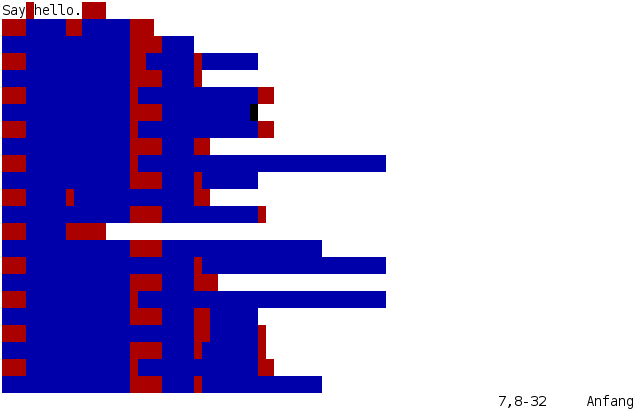

لغات البرمجة غير الاعتيادية esolangs طورت من أجل اختبار حدود تصميم لغات برمجة الحاسوب وذلك لأغراض فنية أو لمعالجة لغات برمجية أخرى لا سيما منها الوظيفية والإجرائية. هذه اللغات غالبا ما تكون شعبية بين المتسللين والهواة.

## وصلات خارجية
- Obfuscated Programming Languages على مشروع الدليل المفتوح